# Centro de Estudios y Experimentación de Obras Públicas
El Centro de Estudios y Experimentación de Obras Públicas, más conocido por su acrónimo CEDEX, es un organismo público español aplicado a la ingeniería civil, la edificación y el medio ambiente.
El CEDEX nace como organismo autónomo por Decreto de 23 de agosto de 1957. Está adscrito orgánicamente al Ministerio de Transportes y Movilidad Sostenible y funcionalmente a los ministerios de Transportes y para la Transición Ecológica y el Reto Demográfico.

## Funciones
El Organismo proporciona apoyo multidisciplinar en las tecnologías de la ingeniería civil, la edificación y el medio ambiente, y asiste tanto a las administraciones e instituciones públicas como a empresas privadas.
Se compone de una serie de unidades técnicas especializadas denominadas Centros y Laboratorios, que proporcionan asistencia técnica de alto nivel, investigación aplicada y desarrollo tecnológico en el marco de la ingeniería civil: puertos y costas, hidráulica de aguas continentales, carreteras, estructuras y materiales, geotecnia, técnicas aplicadas a la ingeniería civil y el medio ambiente, y estudios históricos de las obras públicas. Los Centros y Laboratorios dedican aproximadamente el 70% de sus recursos a asistencia técnica de alto nivel y el 30% restante a investigación aplicada y desarrollo, actividades de transferencia tecnológica y otras actuaciones de información técnica y científica.
Las actividades que llevan a cabo son, entre otras:
- Captación, análisis, tratamiento y explotación de datos básicos.
- Modelos físicos reducidos y simulación numérica.
- Estudio e investigación en sus propias instalaciones y con prototipos.
- Control de calidad en obras públicas.
- Apoyo a la planificación e implementación de la normativa básica propias de los Departamentos.
- Estudios medioambientales.
- Auscultación de obras, elementos y sistemas.
- Información y documentación científica y tecnológica.
- Organización de cursos de postgrado, seminarios y otras actividades docentes.

La especialización de sus profesionales, las instalaciones, la variedad de temas de ingeniería civil y medio ambiente que aborda y la creciente cooperación con instituciones extranjeras similares, hacen del CEDEX un organismo internacional de vanguardia para la solución de los numerosos problemas que se plantean en los ámbitos de su especialización, especialmente en los casos en los que es necesario combinar la ingeniería con aspectos medioambientales, en beneficio del desarrollo sostenible.

## Centros y laboratorios

### Dirección
Se compone de los siguientes órganos rectores:
- Órganos colegiados: el Consejo y el Comité de Dirección.
- Órganos unipersonales: el presidente y el director.

El director ostenta la representación legal del Organismo, en nombre del Presidente, informa al Consejo y preside el Comité de Dirección. De él dependen los distintos Centros y Laboratorios que integran el CEDEX, y está asistido en el ejercicio de sus funciones por el Secretario y el apoyo de un Gabinete Técnico.

### Centro de Estudios Hidrográficos
El Centro de Estudios Hidrográficos (CEH) se centra en temas de planificación hidráulica, hidrología, ingeniería de las aguas continentales, así como en los aspectos relacionados con la calidad del recurso.

### Centro de Estudios de Puertos y Costas

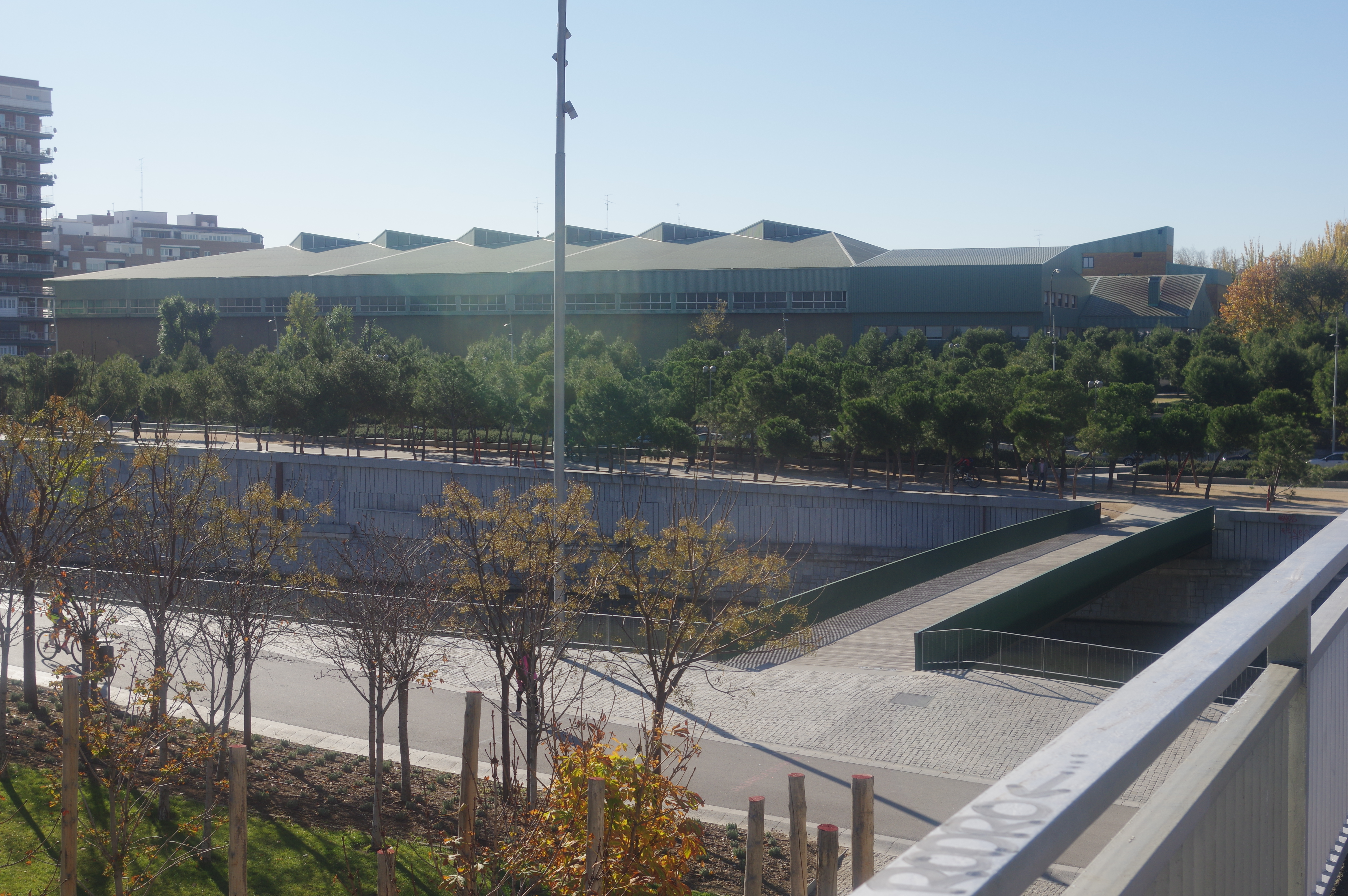
El CEPYC se encuentra en la calle Antonio López, 81. 28026 Madrid.

Especializado en tareas de asistencia técnica, investigación y desarrollo tecnológico en materia de puertos, costas, estuarios e ingeniería marítima en general.

### Centro de Estudios del Transporte
Dedicado a tareas de asistencia técnica, investigación y desarrollo tecnológico e innovación en materia de transporte.

### Centro de Estudios de Técnicas Aplicadas

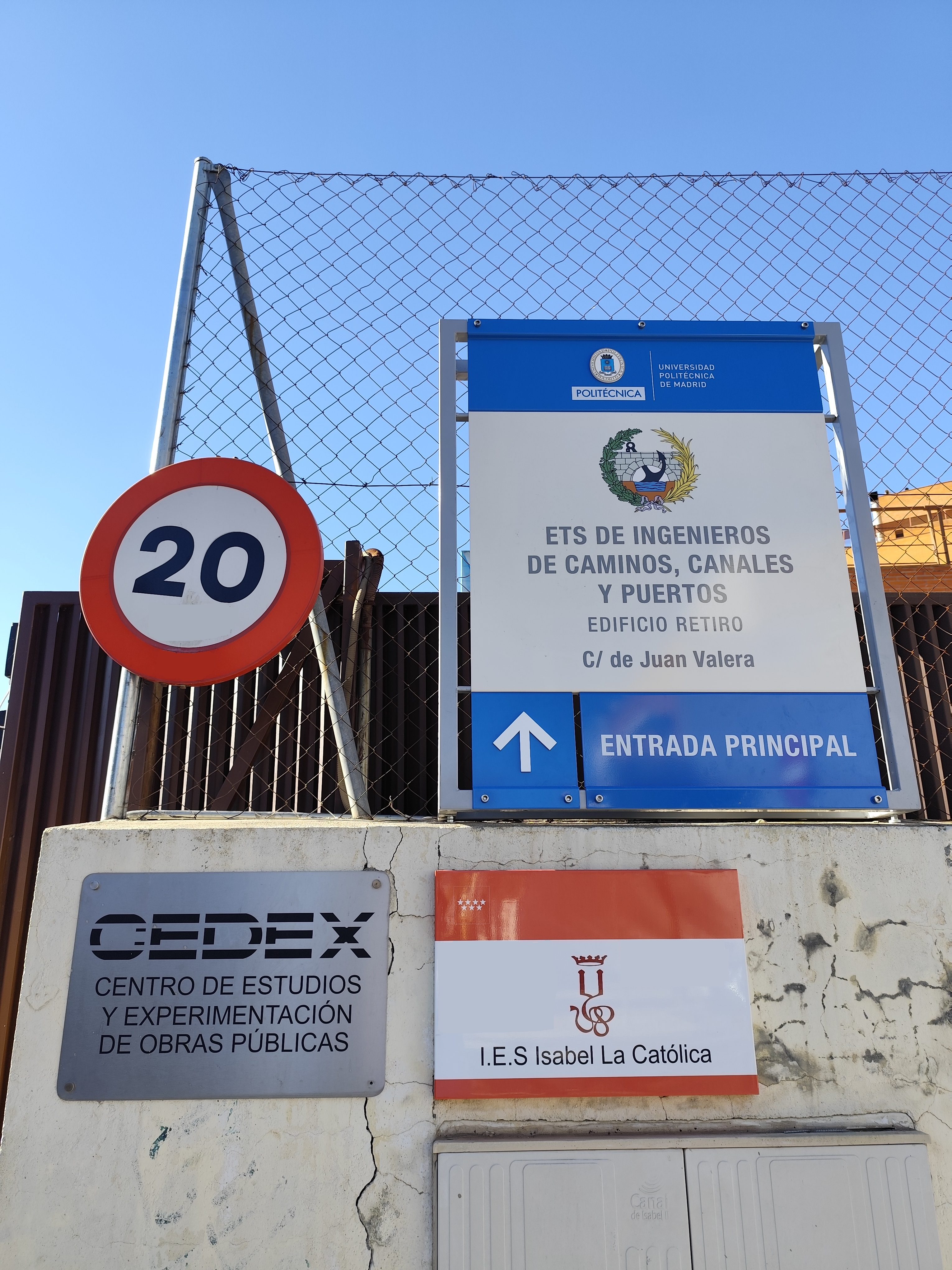
Cartelería instalada en el exterior del Cerro de San Blas.

Orienta sus actuaciones fundamentalmente al estudio y caracterización de las afecciones y de los riesgos naturales o inducidos por la actividad humana, y en particular la obra pública, sobre el medio ambiente.

### Laboratorio Central de Estructuras y Materiales
Especializado en el análisis y experimentación de estructuras de ingeniería civil y edificación, así como en el estudio de las propiedades y aplicaciones de materiales y productos de construcción.

### Laboratorio de Geotecnia
En el ámbito de la geotecnia, y de acuerdo con lo establecido en el Estatuto del CEDEX, al Laboratorio de Geotecnia le corresponden las siguientes funciones:
- Realizar actividades de obtención, investigación, experimentación y gestión de datos relativos a recursos y fenómenos de la naturaleza.
- Definir, diseñar, mejorar y, en su caso, evaluar y certificar las características de los materiales, elementos, técnicas, métodos y sistemas, así como fomentar su normalización.
- Proponer, estudiar y elaborar, directamente o en colaboración, reglamentaciones, normas y, en general, cualquier clase de especificaciones técnicas.
- Promover y proponer programas de investigación, desarrollo tecnológico e innovación en los ámbitos de actuación de los Ministerios de Fomento y de Medio Ambiente, y Medio Rural y Marino.
- Desarrollar proyectos de investigación, desarrollo tecnológico e innovación, teniendo en cuenta las directrices contenidas en los planes europeos y nacionales y en los programas a los que se refiere el apartado anterior o a iniciativa propia.
- Prestar asistencia técnica especializada tanto al sector público como al privado, con atención prioritaria a los departamentos ministeriales de los que depende funcionalmente.
- Colaborar y fomentar la colaboración con otros órganos de las administraciones públicas y con instituciones nacionales e internacionales en actividades de asistencia técnica, experimentación, investigación, desarrollo tecnológico e innovación y transferencia de tecnología.
- Dictar laudos arbitrales en casos litigiosos, cuando oficialmente sea requerido para ello.

Organiza anualmente el Master Internacional en Mecánica del Suelo e Ingeniería Geotécnica.

### Laboratorio de Interoperabilidad Ferroviaria
Capacitado para realizar ensayos de interoperabilidad entre los diferentes constituyentes y subsistemas del ERTMS (European Rail Traffic Management System)

### Centro de Estudios Históricos de Obras Públicas y Urbanismo
Corresponde al CEHOPU impulsar la investigación, el estudio y la difusión de la historia de la obra pública, el urbanismo y el medio ambiente asociado. Tiene su sede en el Palacio de Zurbano.